# Trận Sơn Tây (1883)
Trận Sơn Tây (1883), là trận đánh mà quân đội viễn chinh Pháp tấn công vào thành cổ Sơn Tây, diễn ra từ ngày 13 tháng 12 năm 1883, kết thúc vào tối ngày 16 tháng 12 cùng năm. Đây là một phần của cuộc chiến tranh Pháp-Việt 1858-1884. Đây cũng là trận đánh lớn nhất mà quân Pháp bị thiệt hại nhiều nhất, kể từ năm 1873 (là năm Pháp bắt đầu gây hấn Bắc Kỳ, Việt Nam) cho đến năm 1883.
Sau trận chiến này và một số trận khác nữa, đã khiến Pháp và Thanh phải thương nghị. Trong khi đó triều đình Huế đã không biết tận dụng cơ hội này để giành lại chủ quyền cho đất nước. Sau Hòa ước Quý Mùi 1883, triều đình nhà Nguyễn đã chính thức buông xuôi, phó mặc cho lực lượng quân sự có nguồn gốc nước ngoài và quân nhà Thanh (Trung Quốc) đánh nhau với thực dân Pháp, còn quân đội chính quy của nhà Nguyễn thì được lệnh bãi binh hoặc không tham dự (thể hiện sự đầu hàng thực sự của nhà Nguyễn).

## Nguyên nhân
Hòa ước Harmand (hay Hòa ước Quý Mùi) ra đời ngày 25 tháng 8 năm 1883, do Nguyễn Trọng Hợp cùng Trần Đình Túc ký kết với Harmand. Về cơ bản, kể từ đây triều đình nhà Nguyễn đã chính thức thừa nhận sự bảo hộ của đế quốc Pháp.
Trong đó có ba điều khoản liên quan nhiều đến Bắc Kỳ, đó là: triều đình phải triệt hồi số quân lính đã đưa ra Bắc Kỳ (khoản 4), để Pháp đóng những đồn binh dọc theo sông Hồng và những nơi xét thấy cần thiết (khoản 21) và Pháp có toàn quyền xử trí đội quân Cờ Đen (khoản 22).
Vì thế, hiệp ước này đã vấp phải sự phản ứng mạnh mẽ trong nhân dân Việt. Riêng ở Bắc Kỳ, bất chấp lệnh bãi binh của vua Hiệp Hòa, quân và dân ở đây vẫn tiếp tục đứng lên kháng Pháp. Thấy không thể bình ổn Bắc Kỳ bằng lệnh của triều đình Huế, đầu tháng 12 năm 1883, sau khi có viện binh, thực dân Pháp liền mở nhiều cuộc đánh chiếm các tỉnh thành, như Bắc Ninh, Thái Nguyên, Hưng Hóa, Tuyên Quang..., và mục tiêu đầu tiên là thành Sơn Tây do Đề đốc Lưu Vĩnh Phúc và đội quân Cờ Đen của ông trấn giữ.
Bởi lúc bấy giờ ở Bắc Kỳ có hai trung tâm kháng Pháp mạnh, đó là Sơn Tây và Bắc Ninh. Nhưng không thể đánh Bắc Ninh trước được, vì ở đó lính thủy và lính bộ khó tiếp ứng nhau; và vì ngại khi kéo quân đi, thành Hà Nội sẽ trống, có thể bị Hoàng Tá Viêm hay Lưu Vĩnh Phúc đến công phá.

## Tình hìnhBắc Kỳ, 1883
Ngày 25 tháng 8 năm 1883, Hòa ước Quý Mùi ký xong, triều đình Huế sai Lại bộ thượng thư Nguyễn Trọng Hợp làm Khâm sai đại thần, để cùng với viên Toàn quyền Harmand ra Bắc Kỳ hiểu dụ nhân dân và bãi quân thứ ở các nơi.
Bấy giờ ở Bắc Kỳ có quan nhà Thanh là Dương Cảnh Tùng đóng ở Sơn Tây, Từ Diên Húc đóng ở Bắc Ninh, lại có quân Cờ Đen của Lưu Vĩnh Phúc đóng ở bốt Phùng (nay thuộc huyện Đan Phượng).
Ngày 25 tháng 9 năm 1883, Phó đô đốc Courbet lên làm Thống đốc quân vụ, kiêm chức Toàn quyền ở Bắc Kỳ, thay cho Toàn quyền Harmand xin về Pháp. Cùng theo Courbet có viên Tham mưu trưởng là Trung tá Maigret và hai tùy viên quân sự là Đại úy Ravel, Đại úy De Jonquières. Sau, ông Silvestre cũng được phái sang, để giúp Courbet trông nôm các việc cai trị.
Khi tới Hà Nội, Courbet cho thiết quân luật ngay, vì lúc này ở Bắc Kỳ, tình hình rất hỗn loạn. Ngoài những sự kiện mà sách Việt Nam sử lược vừa kể trên, sách Việt sử tân biên còn cho biết rằng buổi ấy,"nhiều làng Thiên chúa giáo đã bị đốt phá và giết chóc. Mùa màng thường bị bỏ. Ở Hải Dương, vừa đặt chức Công sứ, có 30 lính khố xanh từ Nam Định đến bảo vệ, vậy mà vẫn bị một số người có vũ trang xông vào giết sạch..."
Trong khi Courbet còn đang sửa sang mọi việc và đợi quân tiếp viện ở Pháp sang thì ngày 13 tháng 11 năm 1883, có khoảng năm sáu trăm lính Thanh và lính Việt đóng ở Bắc Ninh, nghe lệnh của tướng nhà Thanh là Hoàng Quế Lan, tràn vào tỉnh thành Hải Dương cướp phá và đốt nhiều phố xá. Tướng Courbet nghi các quan tỉnh đã tư thông với tướng Quế Lan, nên cho bắt Tổng đốc Hà Văn Quảng đày ra Côn Đảo.
Ngày 3 tháng 12 năm 1883, viện binh từ Pháp sang là 3.600 người. Cộng với số quân có sẵn, Courbet đã có trong tay cả thảy khoảng 9.000 quân. Tuy vậy, trước tình hình căng thẳng trên, tướng Courbet vẫn điện về Paris xin quân thêm nữa.

## Địa hình, địa thế

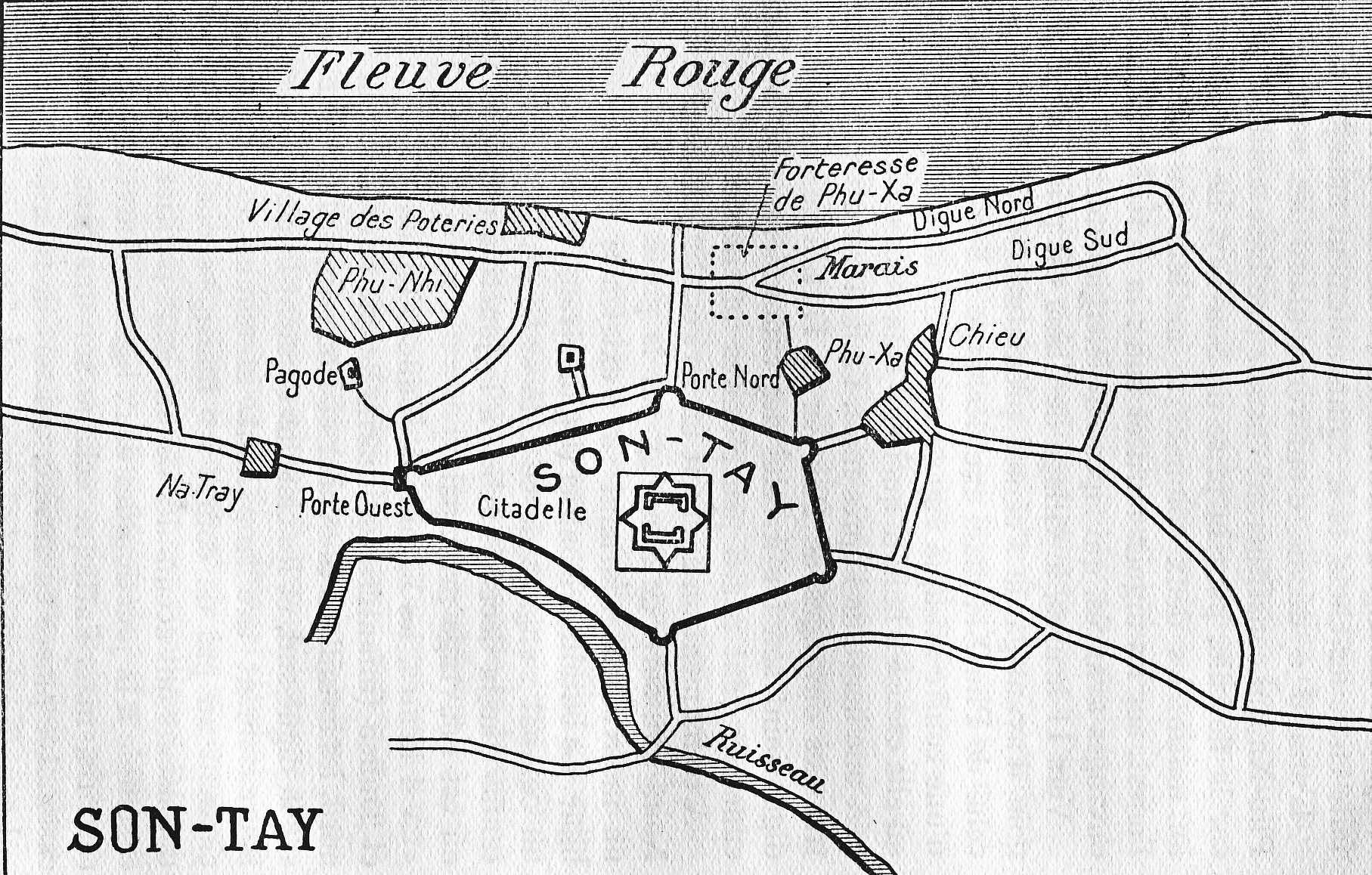
Địa hình Sơn Tây (1883), đường tô đậm khép kín là bức tường đất bảo vệ vòng ngoài.

Khi cho xây dựng thành trì, các nhà quân sự thời đó đã khéo tận dụng những địa hình tự nhiên để đặt vị trí của thành. Cách 2 km về phía Bắc thành trì là con sông cái. Phía Tây và tây nam là sông Tích, đó là những cái hào tự nhiên tốt nhất ngăn quân giặc từ xa khi chúng sang từ phương Bắc. Còn phía Nam và phía Đông địa hình lại rất thuận lợi cho việc tiếp ứng hoặc rút lui của quân phòng thủ.
Thành cổ Sơn Tây (nay thuộc thị xã Sơn Tây) có chu vi 326 trượng, cao 1 trượng 1 thước. Thành có bốn cổng có hào bảo vệ phía ngoài thành. Vì thành xây vào thời Nguyễn, thời mà súng đại bác đã phát triển nên xây theo kiểu Vauban nghĩa là thành có những chỗ lồi ra để lập pháo đài. Trong hồi ký của Charles Edouard Hocquard một bác sĩ trong quân đội viễn chinh Pháp đã tả lại thành Sơn Tây vào tháng 4 năm 1884 như sau:
...Thành trì Sơn Tây nằm giữa trung tâm thành phố, cách Sông Hồng khoảng 2 cây số. Thành có kiểu hình vuông, mỗi cạnh dài 500m. Một bức tường bao quanh, xây gạch cao 5m. Một cái hào đầy nước rộng khoảng 20m bao quanh thành lũy, hết hào nước là một con đường để đi tuần tra, ngăn cách giữa hào nước với tường thành. Những người An Nam gọi đường đó là đường voi (tượng đạo, đường để voi đi). Ở giữa bề mặt của mỗi bức tường thành có một nửa tháp hình bán nguyệt đường kính 30m, bố trí nhiều lỗ châu mai. Cửa ra vào thành trì được đặt bên sườn tháp bán nguyệt tại điểm tiếp giáp với tường thành. Cây cầu bằng gạch bắc qua hào nước, không được bố trí ngay trước cửa ra vào mà được xây dựng vào khoảng giữa tháp. Đó là kiểu bố trí thông minh về phương diện phòng thủ: sau khi những kẻ tấn công qua được cầu, mà lối lên cầu có một cửa làm bằng những thanh gỗ lớn chắn ngang, bắt buộc họ phải men theo bức tường bán nguyệt của tháp bằng đường voi đi (tượng đạo) trước khi đến được cửa thành. Họ có thể bị những người đứng trên tường thành giết chết ở cự ly gần mà hầu như không thể chống trả được.

## Ý đồ tác chiến

### Quân Pháp
Gồm khoảng 6000 quân do đô đốc Courbet chỉ huy, chia làm hai đạo đường thủy và đường bộ. Đường bộ do Trung tá Belin Algérie chỉ huy, quân số khoảng hơn ba ngàn người. Đường thủy do Đại tá Bichot chỉ huy có gần ba ngàn quân, một hạm đội và nhiều thuyền gỗ vận tải. Hai đạo quân này sau khi hành quân đến Gạch (một địa danh cách Sơn Tây khoảng 8 km) sẽ chấn chỉnh đội hình, nắm bắt thông tin rồi mới tấn công thành Sơn Tây. Quân Pháp còn cho thiết lập trạm trung gian tại Phùng để các máy móc điện tín của quân ở Sơn Tây liên lạc được với Hà Nội.
Quân Pháp thường dùng người bản sứ làm chỉ điểm, đặc biệt là vợ của những người lính bản xứ: Những người lính bản xứ bao giờ cũng di chuyển cùng với vợ của họ... Đối với chúng tôi, có những lúc họ còn là những gián điệp tuyệt vời, có khả năng báo cho chúng tôi biết về những ý đồ của quân địch và những tình hình khả năng của các làng.

### Quân phòng thủ

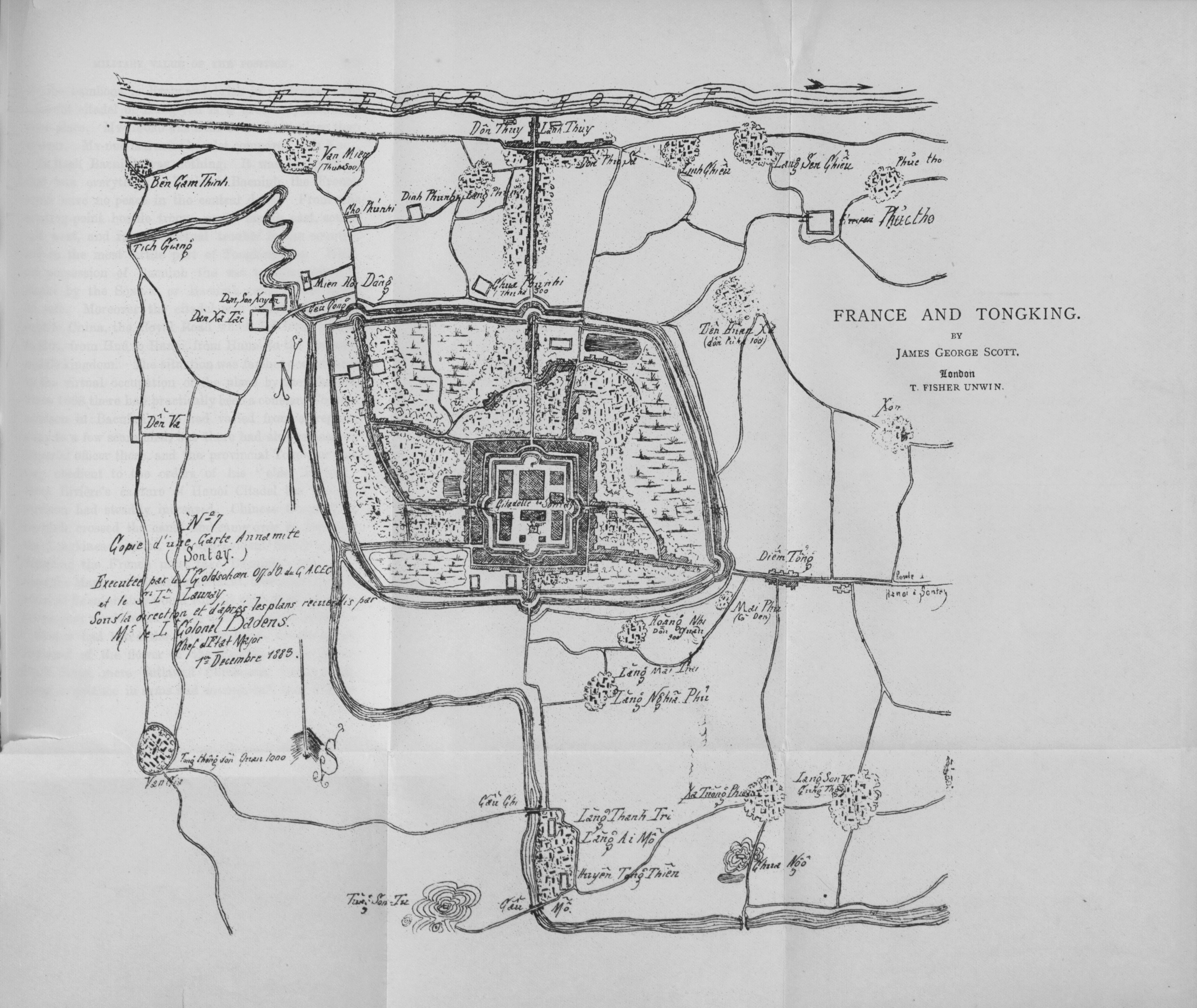
Bản đồ Thành cổ Sơn Tây năm 1883 (nay là thị xã Sơn Tây), với các đồn binh phòng thủ của quân nhà Nguyễn và quân Cờ Đen (có số lượng kèm theo).

Quân Cờ Đen gồm khoảng gần năm ngàn người, đóng trong thành cổ Sơn Tây do Lưu Vĩnh Phúc chỉ Huy. Hoàng Kế Viêm chỉ huy khoảng năm ngàn quân đóng ở bên ngoài về phía tây nam của thành, tại làng Vân Gia.
Lợi dụng địa hình địa vật, quân Cờ Đen bố trí thành ba lớp phòng thủ chính:
- Lớp ngoài cùng gồm nhiều chiến lũy được dựng lên bằng những ụ đất và những cây tre. Ở phía bắc lợi dụng hai con đê quai quân Cờ Đen đã cho dựng nhiều chướng ngại vật.
- Để bảo vệ thành trì từ xa, những người xây thành đã cho đắp những tường thành bằng đất theo hình ngũ giác cao khoảng 3m xung quanh thị xã làm chiến tuyến phòng thủ vòng ngoài cho thành trì bên trong, mà sau này người Pháp gọi những phần bên trong bức tường đất này là thành phố. Bao quanh thành phố là tường đất và hào rộng đầy nước. Ở phía ngoài, một dẻo đất ngăn cách tường đất và hào nước, trên dẻo đất đó có trồng dày đặc tre làm hàng rào cao hơn tường tới một hai mét che chắn cho các lỗ châu mai bố trí trên tường.
- Cuối cùng là thành trì, trên mặt thành được bố trí những khẩu đại bác bắn qua lỗ châu mai, đặc biệt là phía Đông và phía Bắc của thành.

Lưu Vĩnh Phúc còn cho dán cáo thị: Trong chiến đấu, người nào chặt được đầu kẻ địch sẽ được thưởng như sau: thưởng 100 lạng cho một đầu người Pháp, nếu là sĩ quan thưởng thêm 20 lạng cho mỗi cấp. Để biết được người Pháp ấy có cấp bậc hay không, phải nhìn tay áo. Càng nhiều cấp phần thưởng sẽ càng lớn. Một đầu người lính da đen là 50 lạng. Một đầu lính bản xứ An Nam 40 lạng...

## Diễn biến

### Quân Pháp hành quân
Ngày 11 tháng 12 năm 1883, đô đốc Courbet ra lệnh tiến quân. Vào hồi 6 giờ sáng, cánh trái do Trung tá Berlin chỉ huy hành quân đến Phùng bằng đường bộ. Cánh phải do Đại tá Bichot chỉ huy đi đường thủy có một hạm đội gồm nhiều chiến hạm, xuồng, xà lan thuyền gỗ, đô đốc và bộ tham mưu đi theo cánh này. Họ đến Phùng vào buổi chiều ngày hôm đó theo kế hoạch và ngủ đêm tại đây.
Ngày 12, họ tiếp tục hành quân và sang đến ngày 13 thì toàn bộ quân Pháp đã tới Gạch, địa điểm này cách thị xã Sơn Tây khoảng 8 km. Sau khi chỉnh đốn lại đội hình và cho người đi thám thính tình hình quân phòng thủ.

### Chiến lũy Phù Xa
Ngày 14 tháng 12 năm 1883, cánh trái quân Pháp tiến theo con đê chính. Cánh phải tiến theo con đường ở giữa đê và sông, do tiểu đoàn Dulieu đi đầu và đại đội lính khố đỏ đi trước đỡ đạn. Đến 9h30 họ đã ở trên con đường đê dẫn vào làng Phù Xa (nay thuộc phường Viên Sơn, thị xã Sơn Tây), sau đó khoàng 11h thì tiểu đoàn này chiếm làng Thanh Chiểu (nay thuộc xã Sen Phương, huyện Phúc Thọ).
Bắt đầu từ làng Phù Xa về phía Hà Nội, con đê tách làm hai nhánh phụ, xuất phát tự một góc nhọn. cả hai cánh của quân Pháp đều chiếm được những công sự nhỏ tiền tiêu của quân phòng thủ, nhưng sau đó, những đợt phản kích dữ dội ở ngay tại điểm gặp nhau của hai nhánh chữ Y do con đê này tạo thành, những chiến lũy vững chắc được dựng lên bởi đất và tre. Quân Pháp được tiếp đón bằng một đợt hỏa lực ác liệt nhất. Nhưng sau đó quân Pháp đã tập trung hỏa lực bắn vào các chiến lũy ở Phù Xa, phá hủy các khẩu đại bác của quân phòng thủ, làm cho quân Cờ Đen không phát huy được hỏa lực.
Cũng trong khoảng thời gian này, một bộ phận khác của quân Pháp đã di chuyển đến hai ngôi chùa ở phía tây làng Thiều Xuân vào khoảng 14h, một bộ phận nữa của quân Pháp thì tiến vào làng Linh Chiểu. Một bộ phận quân Cờ Đen tiến ra từ cửa Tả hòng đánh vào sườn và sau lưng quân Pháp, nhưng gặp quân Pháp ở Linh Chiểu. Trận chiến giữa hai bên diễn ra kịch liệt, có Pháo binh yểm trợ, nhưng quân Pháp không tiến lên được. Khi đêm đến, họ buộc phải rút lui về những công sự đã chiếm được hồi sáng. Trong hồi ký của Charles Edouard Hocquard đã viết về chiến lũy Phù Xa như sau:
Quân của chúng tôi chiến đấu suốt cả ngày mà không vượt qua được chiến lũy này, và khi đêm đến chúng tôi buộc phải rút lui về những nhánh đê phụ để ẩn náu vào những công sự hồi sáng. Trong suốt cả đêm đó, chúng tôi vẫn phải đối phó với kẻ thù quyết bám giết, không chịu rời chúng tôi. Họ mò đến quấy rối ngay tại chiến tuyến của chúng tôi, họ lợi dụng bóng đêm để chặt đầu các chiến binh đã tử trận. Sáng hôm sau, họ rút khỏi chiến lũy, nhưng thi thể của tất cả các chiến binh anh dũng của chúng ta đều bị biến dạng.
Theo số liệu từ phía quân Pháp, từ ngày 14 đến sáng ngày 15 tháng 12 năm 1883, thương vong của quân Pháp là 68 người tử trận trong đó có 3 sĩ quan, có 17 sĩ quan trong số 249 người bị thương.

### Cầm cự
Thương vong nhiều, nhưng không đạt được mục đích ban đầu, lại nhận thấy các khẩu đại bác của quân phòng thủ đều phải nạp đạn qua nòng và được gắn chặt vào bệ nên rất khó cơ động. Quân Pháp còn biết rằng hỏa lực của quân Cờ Đen đều bố trí ở hướng Bắc và hướng Đông của thành trì. Sau khi bộ tham mưu quân Pháp họp rút kinh nghiệm, họ quyết định đánh vào cửa phía Tây của thành trì. Để tạo yếu tố bất ngờ, họ dùng một bộ phận đánh vào phía Bắc và phía Đông của thành trên chiến lũy đê La thành để thu hút quân phòng thủ.
Do bị hỏa lực mạnh nên thương vong khá nhiều,lúc này quân Cờ Đen đã rút về phòng tuyến thứ hai, họ củng cố chiến hào thật vững chắc, nhiều lần quân Pháp tổ chức tiến quân nhưng không vượt qua được (thực tế ý đồ của quân Pháp chỉ là để ngăn quân Cờ Đen phản kích). Thế là toàn bộ quân phòng thủ đều bị hút về phía đó. Cũng trong thời điểm này, lực lượng chính của quân Pháp đang lặng lẽ cơ động sang phía Tây, chiếm làng Phú Nhi, rồi chiếm Văn Miếu
Các cánh quân đều đã đến đúng vị trí của mình, nhưng để đảm bảo rằng cả bộ binh của quân Cờ Đen đều đang ở phía Đông và phía Bắc. Chín giờ sáng ngày 16 tháng 12 năm 1883, quân Pháp tập trung hỏa lực bắn vào cửa Bắc thành cổ Sơn Tây và dùng một bộ phận công phá các chiến lũy La Thành. Đến 10 giờ, quân Cờ Đen dùng một bộ phận cơ động đánh vào sườn quân Pháp, cuộc chiến ở đây diễn ra rất ác liệt.

### Cửa Tây thất thủ
Vào khoảng 11h ngày 16 tháng 12 năm 1883, quân Pháp bất ngờ chuyển toàn bộ hỏa lực hiện có bắn vào cửa Tây thành cổ Sơn Tây. Đụng độ xảy ra rất ác liệt, hai bên giành giật nhau từng thước đất một. Quân Pháp đã vượt qua tường thành ngũ giác theo hướng Văn Miếu, nên phòng tuyến phía Bắc và phía Đông không còn ý nghĩa nữa. Đến 17 giờ ngày 16 tháng 12 năm 1883, quân Pháp đã tới được phòng tuyến cuối cùng, cửa phía Tây thành cổ đã bị đại bác của Pháp phá huỷ hoàn toàn. Sau này trong hồi ký của Charles Edouard Hocquard đã viết: ...chúng tôi đi xem cửa Tây thành cổ Sơn Tây, đội quân Lê Dương đã qua cửa này trước tiên, cửa này gần như bị phá hủy hoàn toàn, nó đã được thay thế bằng một hình khối đồ sộ do công binh vội vã xây dựng sau khi đánh chiếm được thành để ngăn cản không cho người Trung Quốc tấn công trở lại.
Những khẩu pháo của quân phòng thủ rất nặng nề và đều được chốt chặt vào bệ, hầu hết được bố trí ở hướng Bắc và hướng Đông, nên khi quân Pháp tấn công vào hướng Tây thì nó không thể cơ động nhanh được. Vì vậy, quân phòng thủ chỉ dùng được vũ khí bộ binh để chiến đấu, nên tình thế thật khó khăn.
Để khích lệ tinh thần quân sĩ, đích thân Courbet được Đại tá Bichot các Trung tá Berlin và Revillon tháp tùng cùng tiến. Họ thổi kèn xung trận, sau nhiều đợt tấn công họ đã chiếm được cửa phía tây của thành trì, Đại uý Mehi đã bị chết ở đây. Ba lá cờ đen bị hạ xuống và được thay thế bằng một lá cờ tam tài của Pháp.
Lúc này quân Cờ Đen bị thương vong rất lớn, bản thân Lưu Vĩnh Phúc cũng bị thương vào cánh tay. Lợi dụng đêm tối, Lưu Vĩnh Phúc cho quân rút lui ra các phố phường, rồi men theo đường núi đi Hưng Hoá. Vì đêm đã đến, nên quân Pháp cũng không dám đuổi theo, họ lo củng cố lại công sự, đề phòng quân Cờ Đen tấn công trở lại.

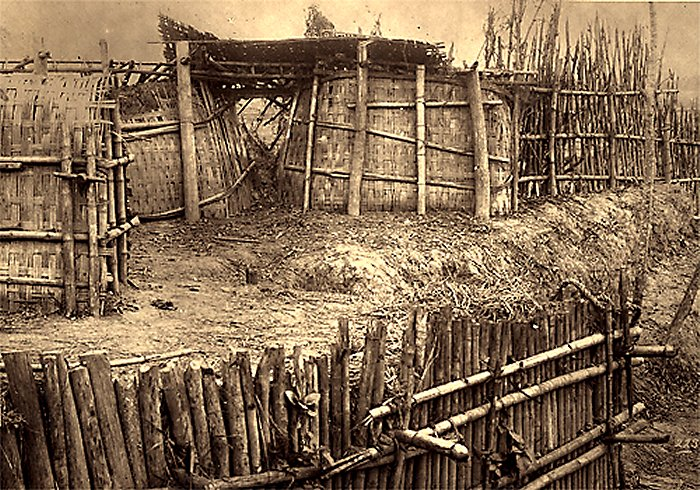
Chiến lũy Phù Xa
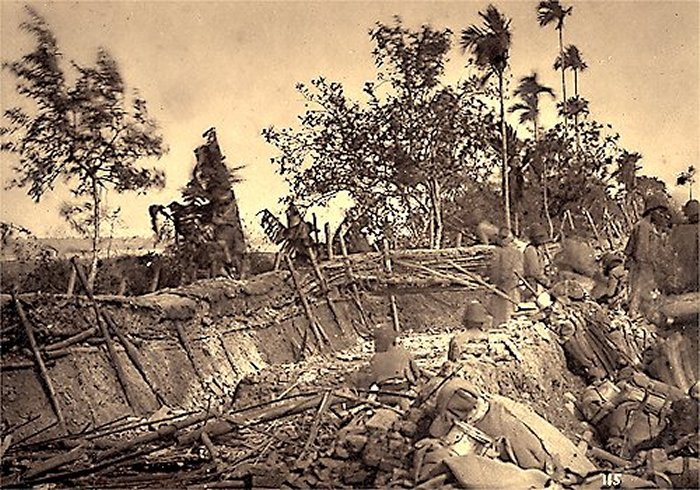
Chiến lũy Phù Xa sau khi thất thủ
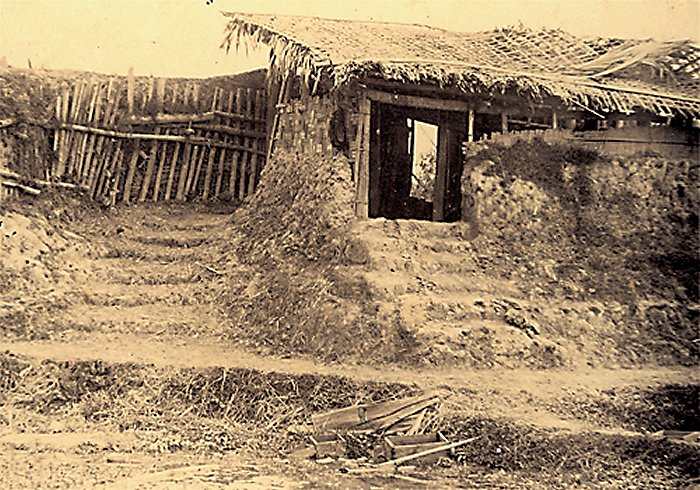
Chiến lũy La Thành
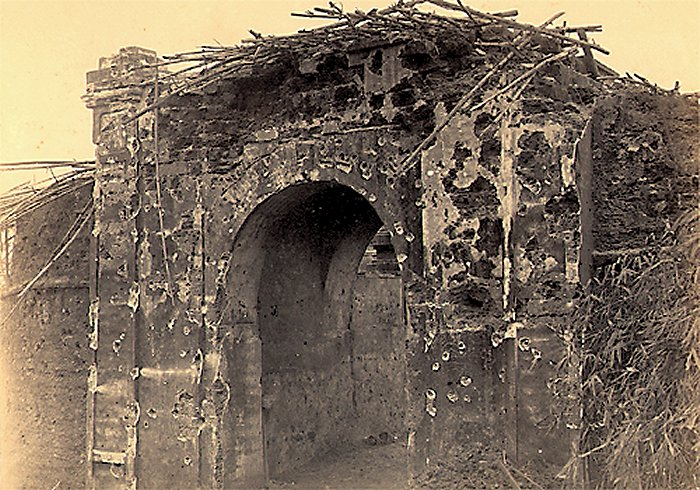
Cửa Hậu thành Sơn Tây sau khi thất thủ
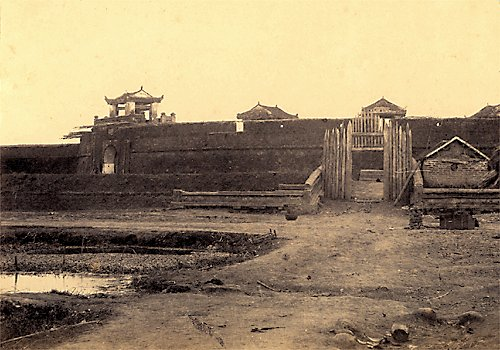
Cửa Tiền thành Sơn Tây sau khi thất thủ
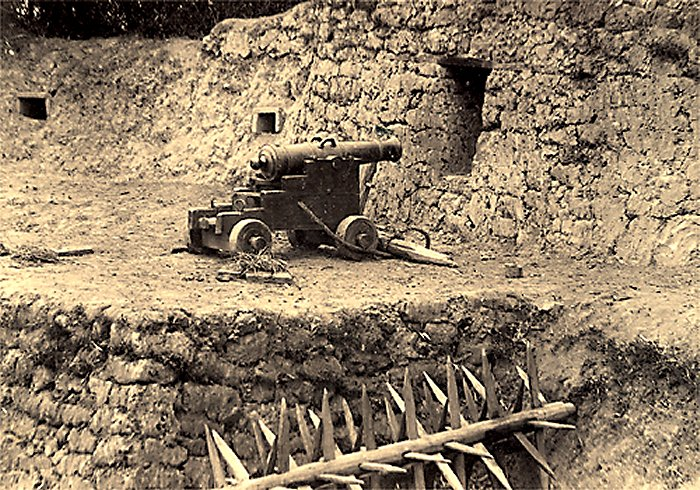
Những khẩu pháo bị chốt chặt vào bệ nên không thể cơ động được
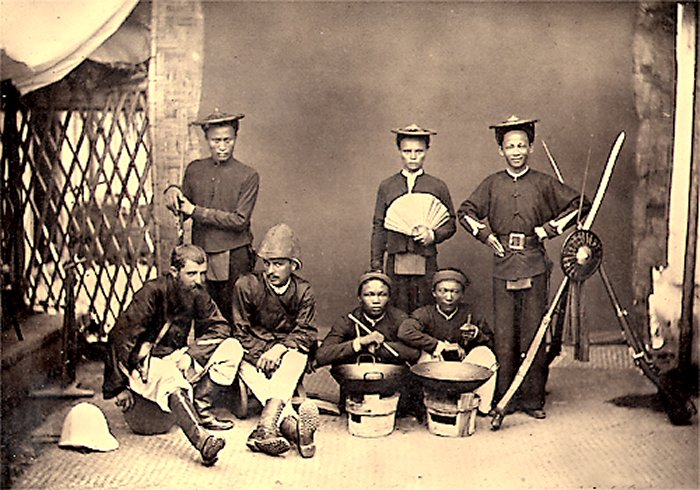
Lính Pháp và lính thuộc địa tại thành Sơn Tây
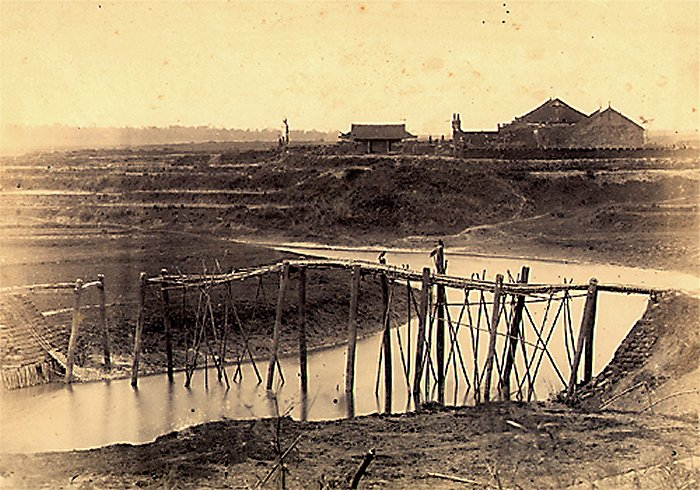
Văn Miếu Sơn Tây, bên dòng Tích Giang

### Thiệt hại
Theo sách Việt sử tân biên, thì quân Cờ Đen mất 6.000 thước khối gạo và muối, 400 cân thuốc nổ, 50 khẩu đại bác bằng đồng, 39 khẩu bằng gang và các thư tín của tướng Lưu Vĩnh Phúc giao dịch với Tổng đốc Vân Nam và Lưỡng Quảng (Đối với Pháp, đây là bằng cớ cụ thể tỏ rằng Thanh triều đã dự vào chiến cuộc của Bắc Kỳ). Riêng quân Cờ Đen chết và bị thương lên tới con số ngàn. Chỉ ở trong thành cổ Sơn Tây, người ta đã đếm được 873 xác chết.
Số thiệt hại về người của Pháp, GS. Trần Văn Giàu cho biết "theo báo cáo của Pháp (bao giờ cũng thấp xa sự thật) thì quân Pháp có 83 người chết, trong đó có 5 sĩ quan; 320 người bị thương, trong đó có 22 sĩ quan. Từ đầu cuộc xâm lược Bắc Kỳ cho đến năm 1883, đây là trận đánh lớn nhất và Pháp bị thiệt hại nhiều nhất".
Vậy mà, cũng theo GS. Giàu, ở Hà Nội, Sài Gòn, Paris, thực dân Pháp rất vui mừng và đã tuyên bố rằng: "Nếu trận Xê-đăng làm mất uy tín của quân Pháp, thì Pháp "gỡ" được bằng trận thành cổ Sơn Tây!"

## Đánh giá
GS. Trần Văn Giàu đã đưa ra mấy nhận xét sau:
- Trong một vị trí nhỏ (thành cổ Sơn Tây) như thế mà tập trung hàng ngàn quân. Thành cổ Sơn Tây lại ở một nơi vừa tầm bắn của đại bác, hai mặt của nó đều có sông to, ngăn địch đến từ phương Bắc thì được, song nếu địch từ Đông đến và có thủy quân, thì có thể bao vây và tiêu diệt tất cả.
- Hoàng Tá Viêm đóng đại quân ở Vân Chủng, tiếng là để làm thế ỷ đốc cho Lưu, mà tới việc thì chẳng đánh chác gì cả và không tiếp viện cho Lưu. Khi Lưu lui quân về Hưng Hóa, Hoàng Tá Viêm đưa quân về đóng ở Thục Luyện (nay là xã Thục Luyện huyện Thanh Sơn tỉnh Phú Thọ).
- Trong trận này, quân của Hoàng Quế Lan dẫn sang cũng chẳng đánh chác gì. Tây chưa đến vách thành thì Giã Văn Quý đã kéo quân chạy mất, Mạc Đồng Thành cũng thế. Đường Cảnh Tùng cũng lặng lẽ rút bao giờ không rõ. Sự tháo chạy này, làm núng thế quân Cờ đen, khiến Lưu Vĩnh Phúc phải nhổ toàn đội kéo lên Hưng Hóa.
- Cả Lưu Vĩnh Phúc và Hoàng Tá Viêm đều cậy vào quân mà ít cậy vào dân, cả hai đều cố giữ thành trì, cho rằng mất thành là mất tỉnh, cái chết ở chỗ đó!
- Sau trận mở màn ở Sơn Tây, rồi vài trận kế tiếp nữa[6] Pháp và Thanh lại thương nghị, và lần này Pháp có vị trí vững vàng hơn vì đã lấy được thành Sơn Tây cùng vài tỉnh thành khác, và đã có hòa ước Harmand ở Huế. Trong lúc đó, triều đình Huế lại xem cuộc chiến tranh ngoài Bắc như việc riêng giữa Pháp và Thanh, không chịu thừa cơ Thanh - Pháp chiến tranh để hô hào toàn quốc nổi lên kháng ngoại xâm. Như thế là bỏ qua cơ hội thuận tiện cuối cùng để giành lại chủ quyền cho đất nước. Không những vậy, triều đình Huế lại phái khâm sai ra triệu hồi các quan về kinh một lần nữa, nhưng đa số các quan văn võ đều không tuân mệnh[7].